# David Pizarro
David Pizarro, właśc. David Marcelo Pizarro Cortés (ur. 11 września 1979 w Valparaíso) – chilijski piłkarz grający na pozycji środkowego pomocnika. Zawodnik klubu Universidad de Chile.

## Kariera klubowa
Pizarro urodził się w dużym nadmorskim porcie Chile, Valparaíso. Piłkarską karierę zaczynał w tamtejszym klubie o nazwie Santiago Wanderers. W barwach Wanderers Pizarro zadebiutował w pierwszej lidze Chile w roku 1997. Jednak rok w rok klub Wanderers bronił się przed spadkiem. O ile w 1997 roku z Pizarro w składzie zajęli 14. miejsce zostając w ekstraklasie, o tyle w 1998 spotkała ich już degradacja o klasę niżej. David łącznie w 41 meczach zdobył 3 bramki, a w roku 1999 grał z Wanderersna drugim froncie, ale latem tamtego roku dość niespodziewanie zauważono go we Włoszech i Pizarro podpisał kontrakt z występującym w Serie A, Udinese Calcio. W drużynie z Udine pojawiał się na boisku sporadycznie, czasami zastępując o wiele bardziej znanych kolegów z drużyny jak np. Giuliano Giannicheddę, Stephena Appiaha czy Stefano Fiore. W pierwszym swoim sezonie we Włoszech miał uczyć się piłkarskiego rzemiosła od tych graczy i zagrał dlatego tylko 5 meczów. W sezonie 2000/2001 Davidowi także nie dawano większych szans na grę w Udinese i w rundzie jesiennej rozegrał 6 meczów, po czym został wypożyczony na pół roku do Club Universidad de Chile. W barwach tego klubu ze stolicy kraju, Santiago, zadebiutował między innymi w Copa Libertadores.
Latem 2001 wrócił do Udinese, gdzie zaczął grać coraz częściej i szybko wywalczył miejsce w składzie. Nowy trener, Luciano Spalletti zdecydowanie postawił na Chiljczyka, widząc w nim lidera drugiej linii. Najpierw David znacznie przyczynił się do utrzymania w lidze przez „bianco-nerich”, a w kolejnym sezonie (2002/2003) wprowadził ich do Puchar UEFA. Udinese zajęło dobre 6. miejsce w lidze, a Pizarro zdobył aż 7 bramek i uzyskał status gwiazdy zespołu. Podobnie było rok później – Udinese z 7. miejsca znów trafiło do Pucharu UEFA i także przy pewnym wkładzie Pizarro. Natomiast sezon 2004/2005 to popis piłkarzy Udinese, w tym także Davida. Przez dłuższy czas utrzymywali się oni w czołówce ligi i ostatecznie zajęli 4. miejsce najwyższe w historii, gwarantujące start w eliminacjach Ligi Mistrzów. To spowodowało, że Pizarro interesowały się najsilniejsze kluby we Włoszech, a także Hiszpanii i Anglii. Ostatecznie 14 lipca 2005 za kwotę 12 milionów euro Roberto Mancini ściągnął Pizarro do Interu Mediolan, który podpisał 4-letni kontrakt z mediolańskim klubem (do tego Udinese dostało 50% praw Gorana Pandeva). Tuż po przyjściu do klubu zdobył z nim Superpuchar Włoch, a z czasem stał się podstawowym zawodnikiem pomocy Interu. Zaliczył całkiem udany sezon. Po korekcie tabeli i odebraniu punktów Juventusowi i A.C. Milan Interowi przyznano mistrzostwo Włoch, a parę tygodni wcześniej Pizarro zdobył ze swoim klubem Puchar Włoch. David po sezonie stwierdził nawet, że z chęcią zakończy karierę w koszulce „nerazzurrich”. Jednak na letnie sparingi trener Mancini nie widział dla Pizarro miejsca w składzie i ten zdenerwowany całą sytuacją postanowił odejść i w sierpniu podpisał kontrakt z AS Romą, do której ściągnął go jego trener z Udinese, Spalletti. Stołeczny klub zapłacił za niego sumę 6,5 miliona euro. U Spallettiego w Romie, Pizarro także jest liderem środkowej linii. 12 września zdobył gola w Lidze Mistrzów, w wygranym 4:0 meczu z Szachtarem Donieck, a tydzień później strzelił gola Sienie, a Roma wygrała 3:1.
31 stycznia 2012 roku został wypożyczony do Manchesteru City.
| Sezon   | Klub                 | Kraj   | Rozgrywki                              | Mecze | Bramki |
| ------- | -------------------- | ------ | -------------------------------------- | ----- | ------ |
| 1997    | Santiago Wanderers   | Chile  | Primera división                       | 18    | 0      |
| 1998    | Santiago Wanderers   | Chile  | Primera división                       | 23    | 3      |
| 1999    | Santiago Wanderers   | Chile  | Segunda División                       | ?     | ?      |
| 1999/00 | Udinese Calcio       | Włochy | Serie A                                | 5     | 0      |
| 2000/01 | Udinese Calcio       | Włochy | Serie A                                | 4     | 0      |
| 2001    | Universidad de Chile | Chile  | Primera división                       | 6     | 1      |
| 2001/02 | Udinese Calcio       | Włochy | Serie A                                | 31    | 2      |
| 2002/03 | Udinese Calcio       | Włochy | Serie A                                | 33    | 7      |
| 2003/04 | Udinese Calcio       | Włochy | Serie A                                | 19    | 3      |
| 2004/05 | Udinese Calcio       | Włochy | Serie A                                | 34    | 2      |
| 2005/06 | Inter Mediolan       | Włochy | Serie A                                | 24    | 1      |
| 2006/07 | AS Roma              | Włochy | Serie A                                | 32    | 4      |
| 2007/08 | AS Roma              | Włochy | Serie A                                | 31    | 3      |
| 2008/09 | AS Roma              | Włochy | Serie A                                | 25    | 2      |
| 2009/10 | AS Roma              | Włochy | Serie A                                | 31    | 2      |
| 2010/11 | AS Roma              | Włochy | Serie A                                | 22    | 1      |
| 2011/12 | AS Roma              | Włochy | Serie A                                | 7     | 1      |
| 2011/12 | Manchester City      | Anglia | Premier League                         | 5     | 0      |
| 2012/13 | ACF Fiorentina       | Włochy | Serie A                                | 29    | 3      |
| 2013/14 | ACF Fiorentina       | Włochy | Serie A                                | 28    | 1      |
| 2014/15 | ACF Fiorentina       | Włochy | Serie A                                | 26    | 0      |
| 2015/16 | Santiago Wanderers   | Chile  | Primera división                       | 9     | 0      |
| 2016/17 | Universidad de Chile | Chile  | Primera división                       | 28    | 3      |
|         |                      |        | Łącznie w chilijskiej Primera División | 84    | 7      |
|         |                      |        | Łącznie w Serie A                      | 342   | 25     |

## Kariera reprezentacyjna
Reprezentacyjna kariera Davida Pizarro jest dość krótka. Zadebiutował on w reprezentacji w 1999 roku i do tej pory rozegrał 16 meczów. Ze względu na to, że reprezentacja Chile nie awansowała do finałów Mistrzostw Świata w Niemczech, zrezygnował on z występów w kadrze. Jednak największym jego sukcesem na niwie reprezentacyjnej jest występ w reprezentacji olimpijskiej na Igrzyskach Olimpijskich w Sydney w 2000 roku. Drużyna Chile zdobyła tam brązowy medal w meczu o 3. miejsce wygrywając z USA 2:0.

## Sukcesy
- Mistrzostwo Włoch: 2006
- Puchar Włoch: 2006
- Superpuchar Włoch: 2005
- Brązowy medal Igrzysk Olimpijskich: 2000.